# جيمس سميث (معماري)
كان جيمس سميث (من مواليد عام 1645 تقريبًا، وتوفي عام 1731) معماريًا اسكتلنديًا، وكان رائدًا في أسلوب هندسة بالاديو في اسكتلندا. وصفه كولن كامبل، في كتابه Vitruvius Britannicus أو المعماري البريطاني الذي نُشر بثلاثة إصدارات في الفترة ما بين عامي 1715 و 1725، بأنّه «المهندس الأكثر خبرة في تاريخ المملكة».

## السيرة الذاتية
وُلد سميث في قرية تاربات الواقعة في منطقة روس باسكتلندا، وكان والده جيمس سميث (توفي عام 1684 تقريبًا) بنّاءً وتقلد في عام 1659 منصب بورغيس على قرية فورس الواقعة في منطقة موراي. يُعرف جيمس سميث عادة بلقب «جيمس سميث من موراشير». التحق سميث بالكلية الاسكتلندية في روما في الفترة بين عامي 1671 و 1675، وكان هدفه المبدأي من وراء ذلك هو الدخول في الكهنوتية الكاثوليكية، على الرغم من أن بعض العلماء يتوخون الحذر بشأن التأكد من هذا التعريف. سافر سميث خارج البلاد، وكان مستواه التعليمي جيد، بالإضافة إلى تحدثه للغة اللاتينية.
بحلول شهر ديسمبر من عام 1677، كان سميث على اتصال مع السير ويليام بروس، المهندس المعماري الأبرز في استكتلندا حينها، ومصمم قصر هوليرود المعاد بنائه في مدينة إدنبرة. هنا، كان سميث يعمل بمثابة بنّاء تحت إشراف البناء الخبير روبرت مايلن. تزوج سميث بحلول شهر ديسمبر من عام 1679 من ابنة روبرت مايلن «جانيت»، وتقلد في تلك الفترة منصب بورغيس على إدنبرة/ تحت سلطة والد زوجته. في عام 1680، حصل سميث على قبول في اتحاد نقابات البنّائين والعمال في كنيسة السيدة مريم العذارء في إدنبرة.
عين سميث في عام 1683، بناءً على توصية من دوق كوينزبيري، في منصب مراقب ومساح أراضي المنشآت الملكية، المنصب الذي سبق أن شغله السير ويليام بروس، براتب 100 ألف جنيه استرليني في السنة. حمل سميث مسؤولية صيانة قصر هوليرود، إضافة إلى تجديد دير هوليرود السابق وتحويله لكنيسة ملكية للملك جيمس الثاني. شغل سميث في الفترة ما بين عامي 1685 و 1686 منصب عضو في البرلمان الاستكتلندي عن دائرة فوريس الانتخابية.
أعيد تعيين سميث بنفس المنصب الملكي بعد اتحاد انكلترا وإسبانيا في عام 1707، دون أن يتلقَى أي زيادة على راتبه. مسح سميث بعض الحصون التي بنيت في المرتفعات الاسكتلندية لمجلس الذخائر بين عامي 1714 و 1719 حين عُين أندروز جلف في منصب معماري مجلس الإدارة. اشتكى سميث في رسالة أرسلها إلى السير جون كليرك من بينيكوك «الطرد بشكل مخزٍ من الخدمة الملكية في سن الثالثة والسبعين». ترشح في عام 1715 للبرلمان الإسكتلندي كنائب عن إدنبرة، لكنه لم يتمكن من النجاح في الانتخابات.
في عام 1686 اشترى سميث قطعة أرض نيو تحت سلطة والد زوجته هايلز بالقرب من منطقة ماسيلبورغ وبنى فيها منزلًا ريفيًا. أجبر سميث، بعد فشل مشروعه لاستخراج الفحم، على بيع جزء من العقار في عام 1706، ونقل ملكية ما تبقى له منه إلى زوج ابنته جيلبرت سميث في عام 1726. أنجب سميث 18 طفلًا من زوجته الأولى، جانيت ميلن، التي توفيت عام 1699 عن عمر يقارب الـ 37 عامًا، وأنجب 14 طفلًا آخر من زوجته الثانية.